# Ferrocement
Ferrocement är en byggmetod där ett kompositmaterial av armerat och väldigt beständigt och tätt murbruk eller puts används. Företrädesvis förekommer det i konstruktioner som ofta är i kontakt med vatten, exempelvis vattencisterner, hus, hustak och båtar upp till ca 20 meter. Ferro kommer från latinets ferrus som betyder järn. Då en viktig ingrediens i kompositen är cement är det vanligt att slutprodukterna lite felaktigt kallas för exempelvis betongcistern eller betongbåt.

## Historia
Metoden utvecklades i mitten av 1800-talet i Frankrike av bland andra Jean-Louis Lambot och den första båten byggdes 1848 med en skrovtjocklek på 40-55 mm. Med honom är det första gången armering av murbruk, som vanligtvis kallas för armerad betong i många länder i de här sammanhangen, förekommer i större skala sedan romarnas bronsplattearmering. Tusentals krigsfartyg, pråmar och sänkbara landstigningsplattformar byggdes senare bland annat under de två världskrigen inspirerat av detta och då faktiskt i riktig armerad betong som ligger nära de betongsorter som idag används vid byggnation av broar och hamnar. 
Omfattande förbättringar gjordes sen på 1960-talet på nyzeeländska varv och i Italien där professor Luigi Nervi blev den som tillskrivs utvecklingen av den moderna ferrocementbåtbyggnationen. Hans nya metod blev snabbt populär framför allt bland amatörbyggare av kryssningsbåtar och segelbåtar under 1960-, 1970- och 1980-talen eftersom materialkostnaden var låg och arbetssättet sågs som en befrielse från den långa tid som det tog att bygga motsvarande träbåtar. Istället för att ägna två till tre år till att såga, hugga och forma ofta dyrt timmer var man nere på en tid av ett år för ett färdigbyggt skrov. Armering, stålnät, fixeras tillsammans och bildar skrovets form varefter murbruket putsas eller läggs in för hand i armeringen till en tjocklek av 15-30 mm. Vikten av en färdig ferrocementbåt hamnar ibland 10 % högre än för motsvarande av trä. Efter bland annat oljekriserna 1973 och 1979 bedömdes metoden efterhand var mer arbetsintensiv jämfört med den nya tekniken för stål- och glasfiberskrov. Idag är det mycket få kommersiella varv kvar som använder ferrocement. En del av de båtar som byggdes hemmavid kunde ibland ha ett grovt och klumpigt utseende, och ett mindre antal blev katastrofalt tunga, vilket också givit arbetssättet dåligt rykte. Ferrocement för båtbyggnad är enkel, men det är också lätt att göra fel. Rätt utformade, byggda och putsade har dessa båtar släta skrov med fina linjer. Amatörbyggare rekommenderas att använda en professionell form för att producera en jämn yta. De flesta skrov är utformade som deplacementsskrov. Bland de företag som säljer båtritningar beräknas 11 000 betongbåtar ha blivit byggda med ritningar från nyzeeländska Hartley.

## Bildgalleri

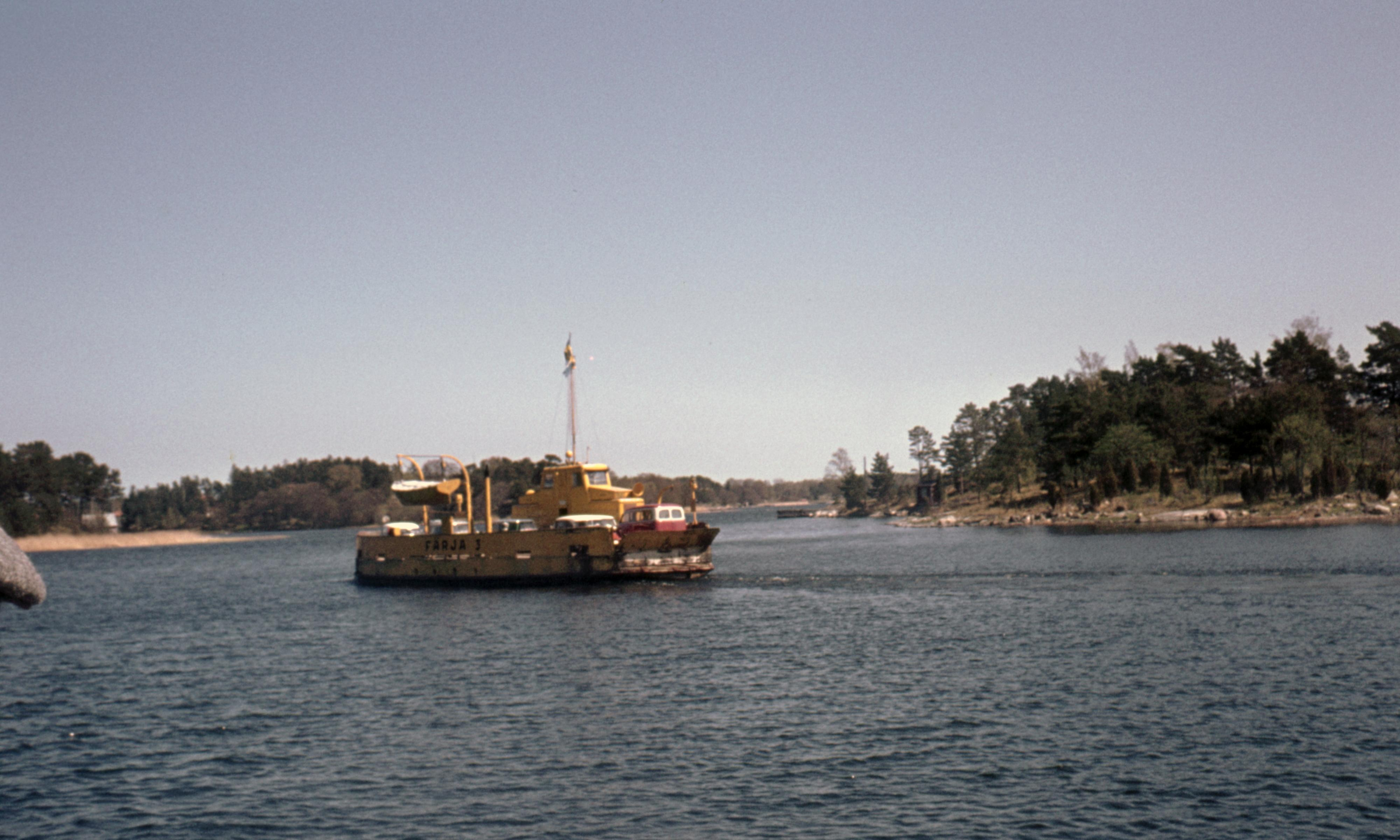
Färja 61/3 på Färjeleden Ramsmora-Djurö, byggd 1938 av AB Marinbetong
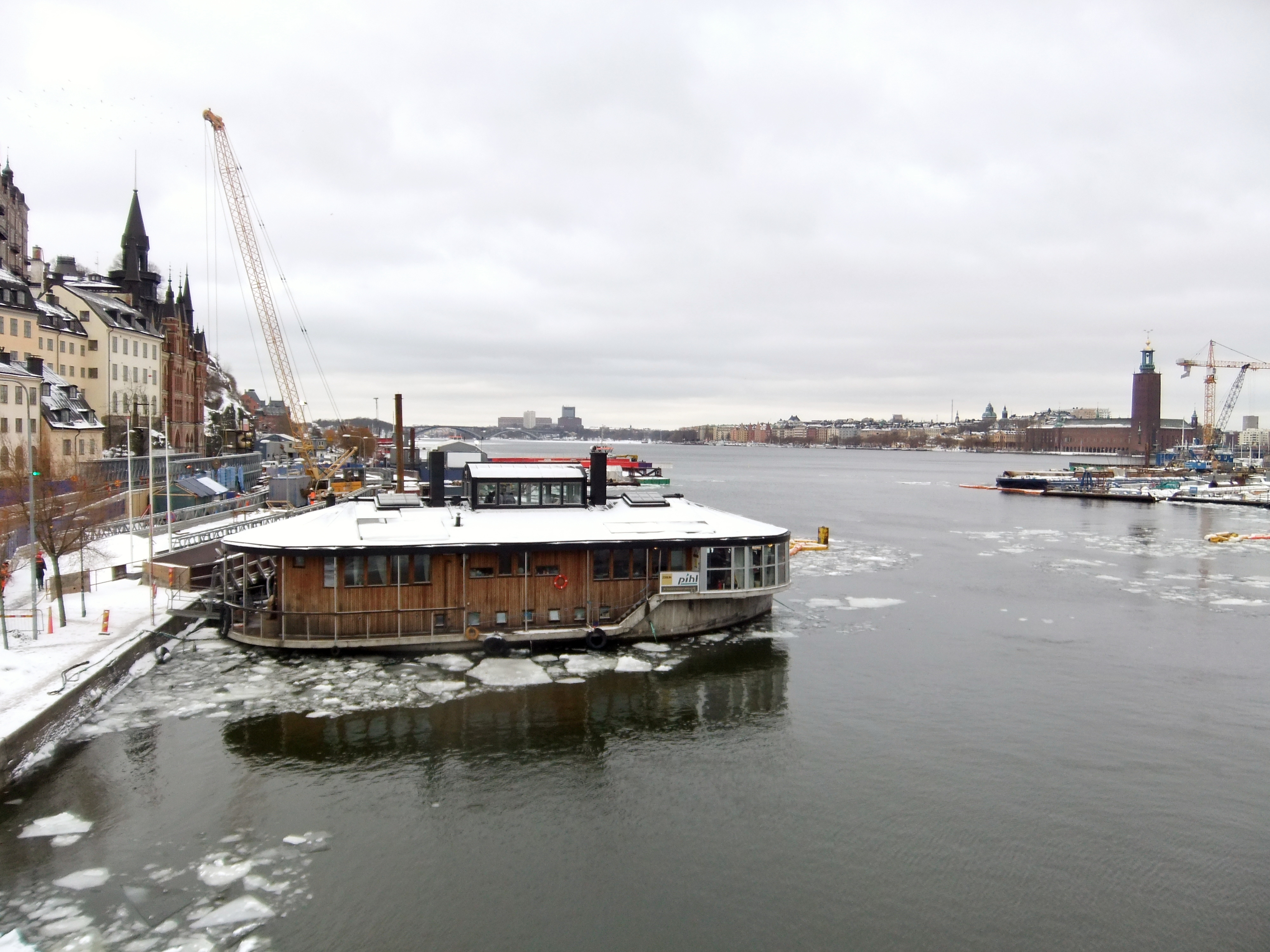
Betongbåt som tjänar som kontor vid ett tunnelbygge under Riddarfjärden, i Stockholm
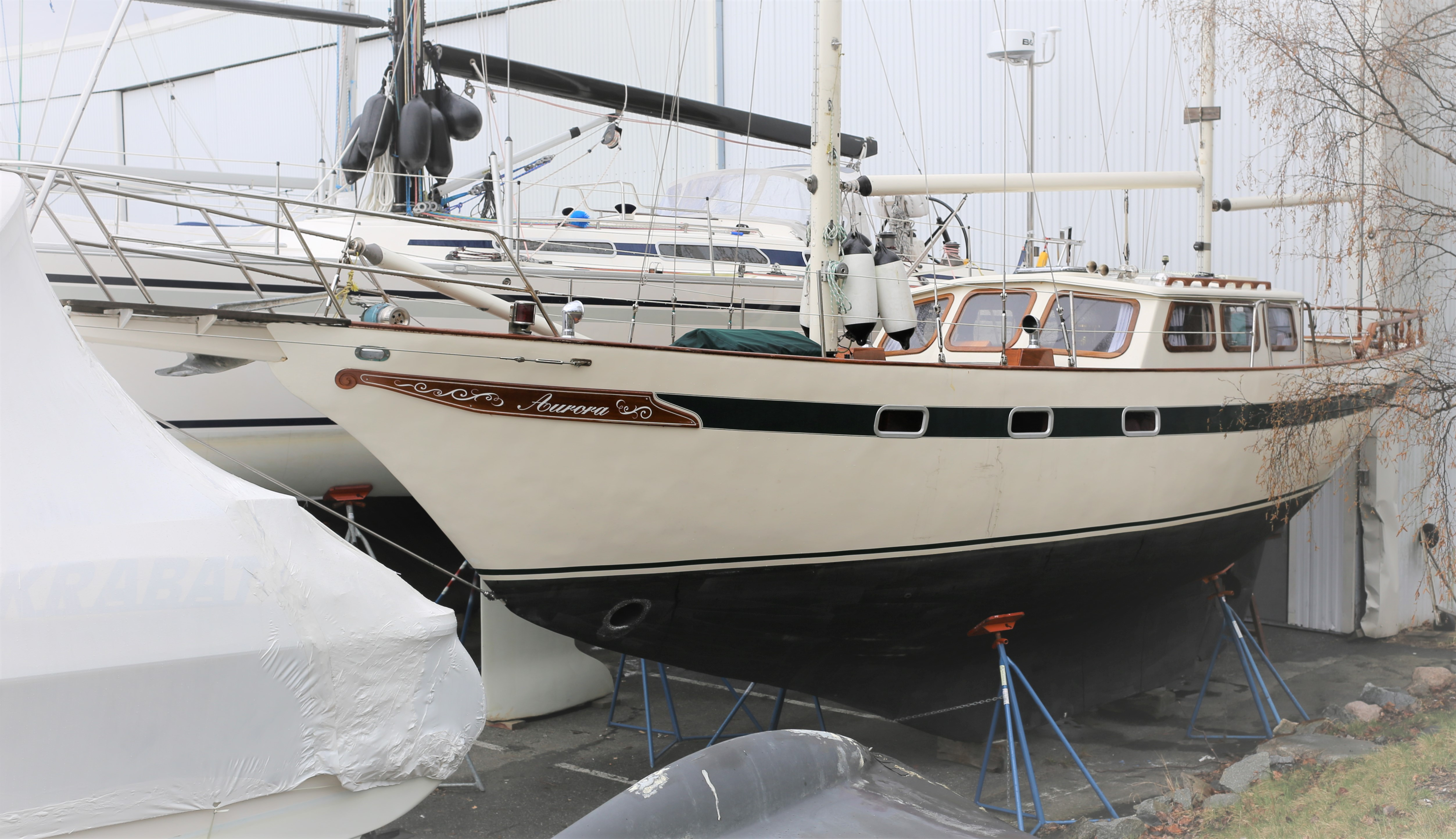
Endurance 35 i ferrocement byggd i Sverige 2009
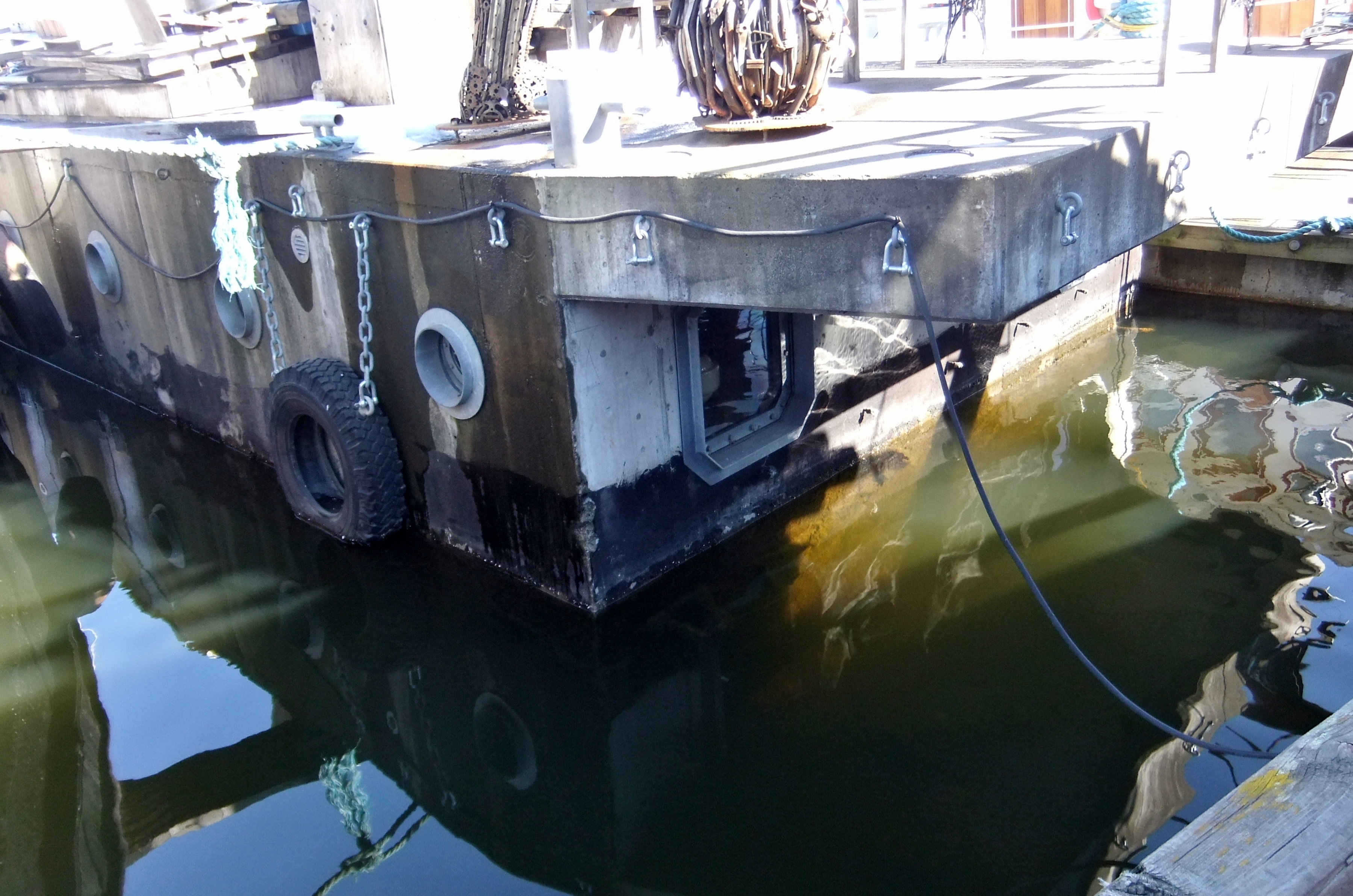
Betongbåt vid Riddarfjärden, i Stockholm
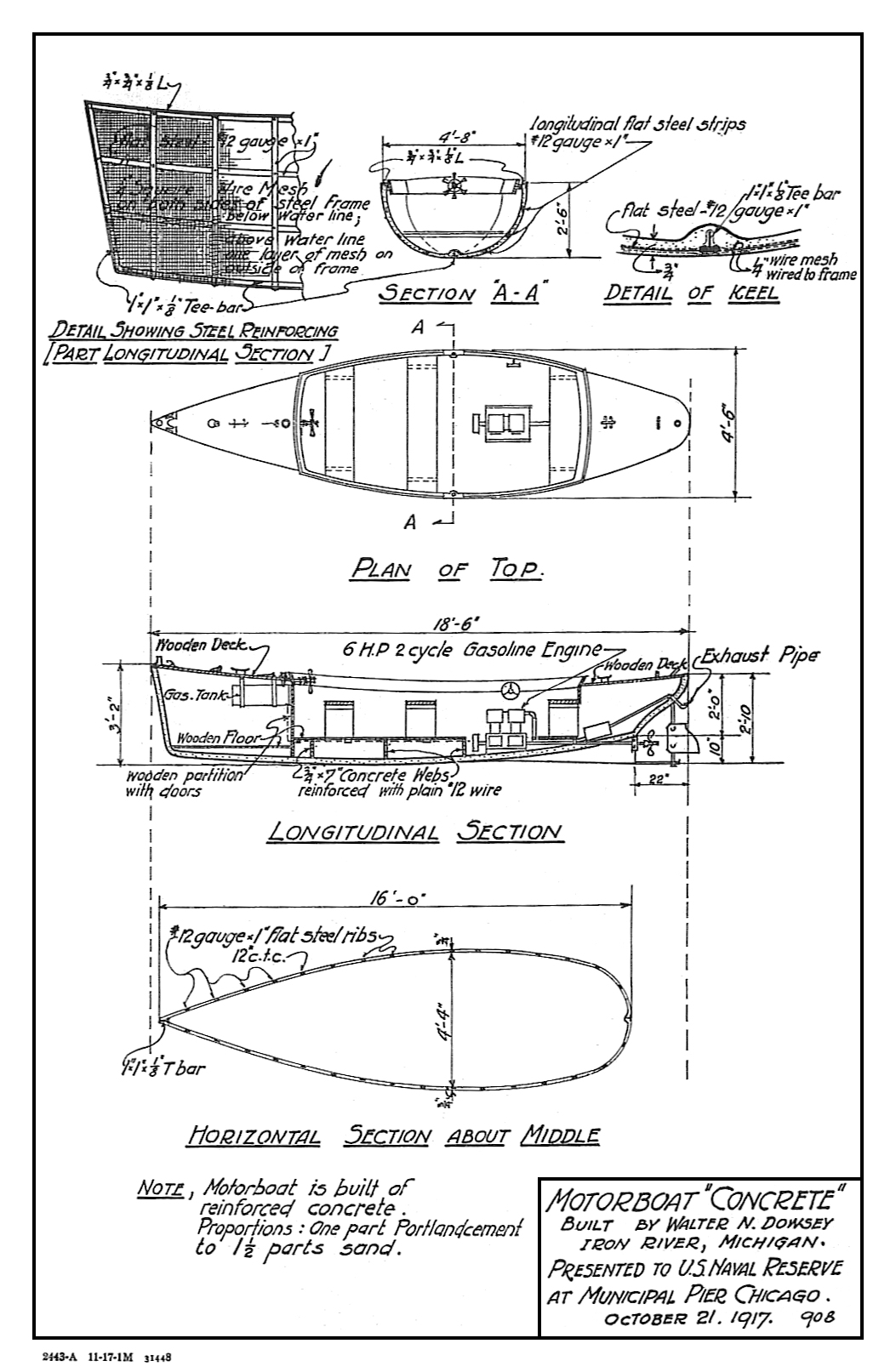
Ritningar för en betongbåt.
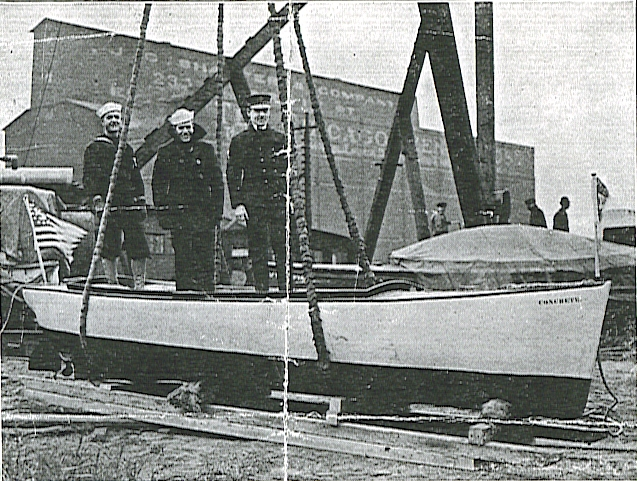
Betongbåt konstruerad av Walter Dowsey, sjösatt i Chicago
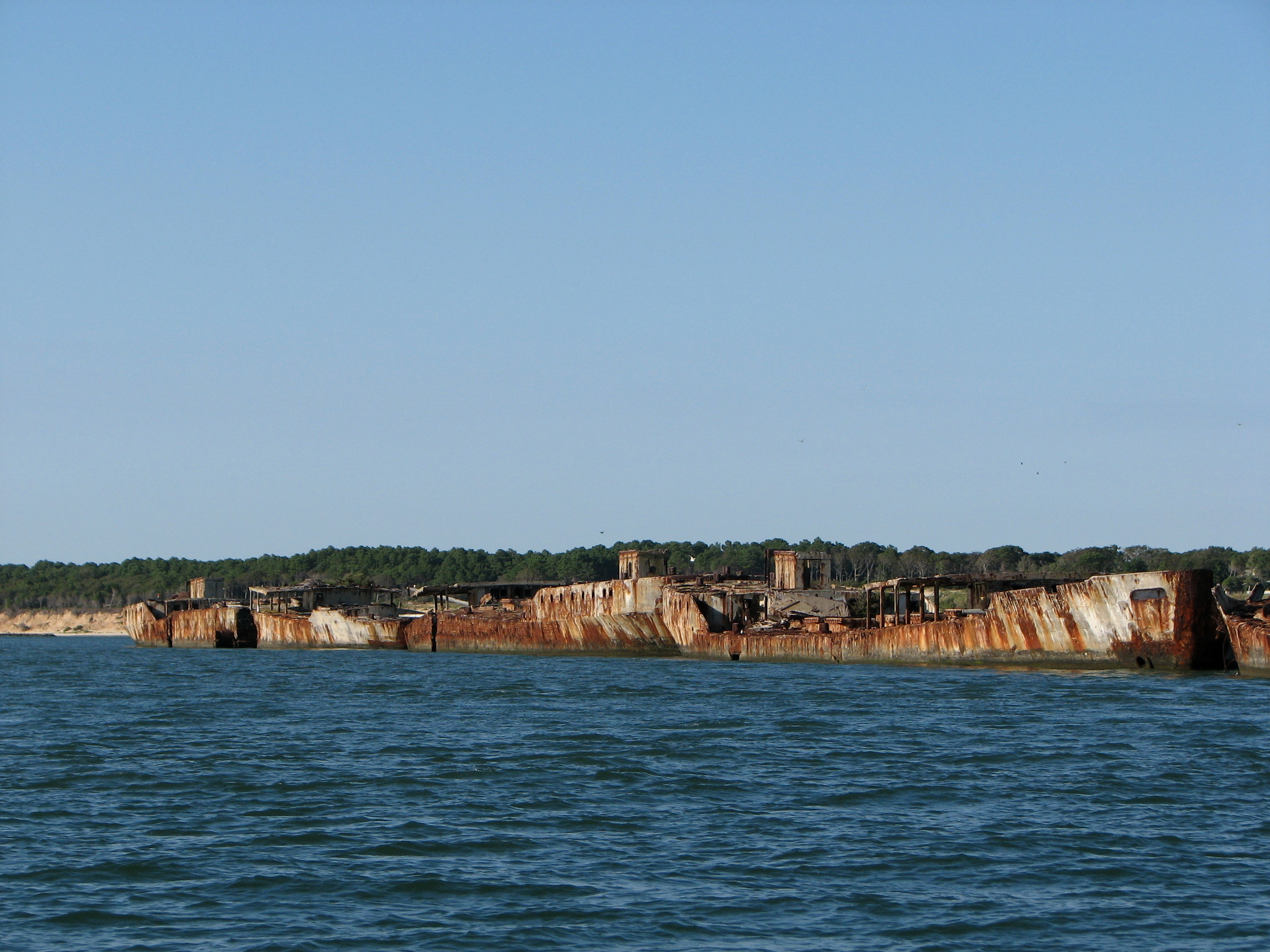
Flera avsiktligt sänkta betongfartyg som bildar Kiptopeke Breakwater
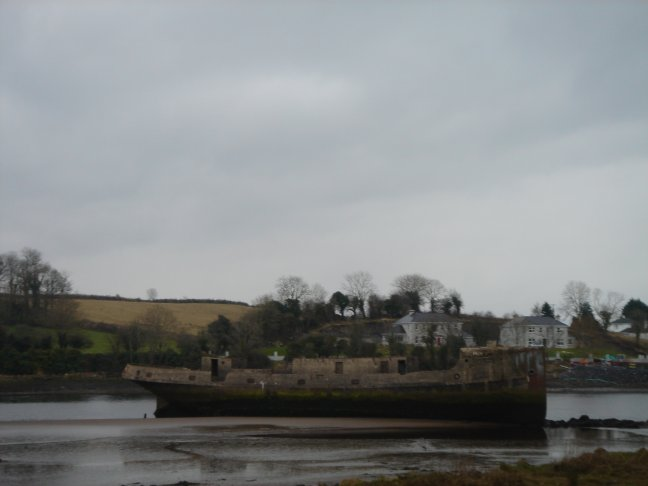
SS Creteboom ligger strandad i Moy Estuary utanför Ballina, County Mayo, Irland